# Oleksandr Yefremov
Oleksandr Serhiyovytch Yefremov (en ukrainien : Олександр Сергійович Єфремов), né le 22 août 1954 à Louhansk, est une personnalité politique ukrainienne.

## Biographie

### Homme politique
Il fut Gouverneur de l'oblast de Louhansk de 1998 à 2005 ; député des VIIe Rada, VIe Rada, Ve Rada et IVe Rada ukrainienne.